# 맘마 미아! (영화)
《맘마미아!》(영어: Mamma Mia!)는 필리다 로이드 감독의 2008년 영화이다. 뮤지컬 맘마 미아!를 영화한 작품이다.

## 줄거리
그리스의 작은 섬에서 엄마 도나와 살고 있는 소피는 행복한 결혼을 앞둔 신부. 그러나 완벽한 결혼을 꿈꾸는 그녀의 계획에 흠이 있다면 결혼식에 입장할 손을 잡고 갈 아빠가 없다는 것! 우연히 엄마의 일기장을 발견한 소피는 아빠로 추정되는 세 남자의 이름을 찾게 되고 엄마의 이름으로 그들을 초대한다. 결혼식 전날, 소피가 초대한 세 남자(샘, 해리, 빌)가 그리스 섬에 도착하면서 도나는 당황하게 되는데... 과연 소피의 아빠는 누구일까? 그리고 이들의 결혼식은 무사히 끝날 수 있을까?

## 출연
- 메릴 스트립 - 도나
- 콜린 퍼스 - 해리
- 피어스 브로스넌 - 샘
- 어맨다 사이프리드 - 소피
- 스텔란 스카르스고르드 - 빌
- 줄리 월터스 - 로지
- 크리스틴 배런스키 - 타냐
- 도미닉 쿠퍼 - 스카이

## 한국판 성우진(KBS) (2010년 2월 13일)
- 손정아 - 도나(메릴 스트립)
- 박지윤 - 소피(아만다 사이프리드)
- 김도현 - 샘(피어스 브로스넌)
- 홍시호 - 해리(콜린 퍼스)
- 장광 - 빌(스텔란 스카르스고르드)
- 김정희 - 로지(줄리 월터스)
- 최문자 - 타냐(크리스틴 배런스키)
- 위훈 - 스카이(도미닉 쿠퍼)
- 은미 - 알리(애슐리 릴레이)
- 이채정 - 리사(레이철 맥도월)
- 안용욱 - 페퍼(필립 마이클)
- 홍진욱 - 신부(니올 버기)